# (2564) Каяла
(2564) Каяла (лат. Kayala) — типичный астероид главного пояса, открыт 19 августа 1977 года советским астрономом Николаем Черных в Крымской астрофизической обсерватории и 11 июля 1987 года назван в честь реки Каялы.

## Обнаружение и именование
(2564) Каяла
Открыт 19 августа 1977 года в Научном Н. С. Черных.
Назван в честь реки в "Слове о полку Игореве" по случаю 800-летия древнерусского литературного памятника.
Оригинальный текст (англ.)2564 Kayala
Discovered 1977-08-19 by Chernykh, N. at Nauchnyj.
Named for the river in "The Song of Igor's Campaign" on the occasion of the 800th aniversary of the old Russian literary monument.
Источники: DISCOVERY.DB; M.P.C. 12012.

## Орбита

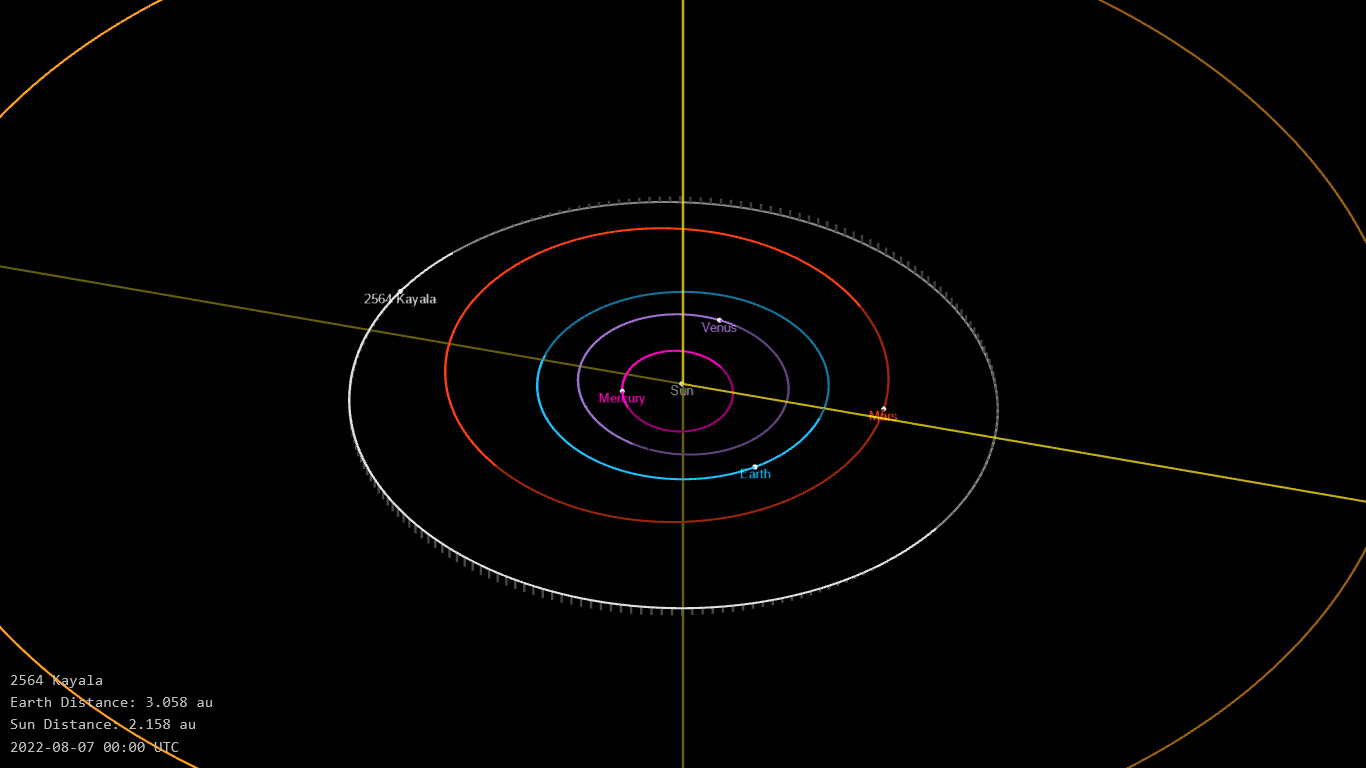
Орбита астероида Каяла и его положение в Солнечной системе

## Физические характеристики
Астероид относится к таксономическому классу S.
По результатам наблюдений в видимом и ближнем инфракрасном диапазоне космического телескопа NEOWISE диаметр астероида оценивался равным 6,174±0,209 км. Согласно тем же источникам альбедо оценивается как 0,2666±0,0756 и 0,267±0,076.